# Discherodontus parvus
Discherodontus parvus är en fiskart som först beskrevs av Wu och Lin, 1977.  Discherodontus parvus ingår i släktet Discherodontus och familjen karpfiskar. IUCN kategoriserar arten globalt som otillräckligt studerad. Inga underarter finns listade i Catalogue of Life.